# Evoken
„Ивоукън“ (на английски: Evoken) е дуум метъл група от щата Ню Джърси, САЩ.

## История
Групата е образувана през 1992 година. Сменя 2 пъти името си, казвала се е Funereus (1992 – 1993) и Asmodeus (1993 – 1994).

## Дискография
Студио албуми:
- Embrace the Emptiness (1998)
- Quietus (2001)
- Antithesis of Light (2005)
- A Caress of the Void (2007)

Демо и промо записи:
- Shades of Night Descending (1994)
- Promo 1996 (1996)
- Promo 1997 (1997)
- Promo 2002 (2002)